# Schloss Hurlach

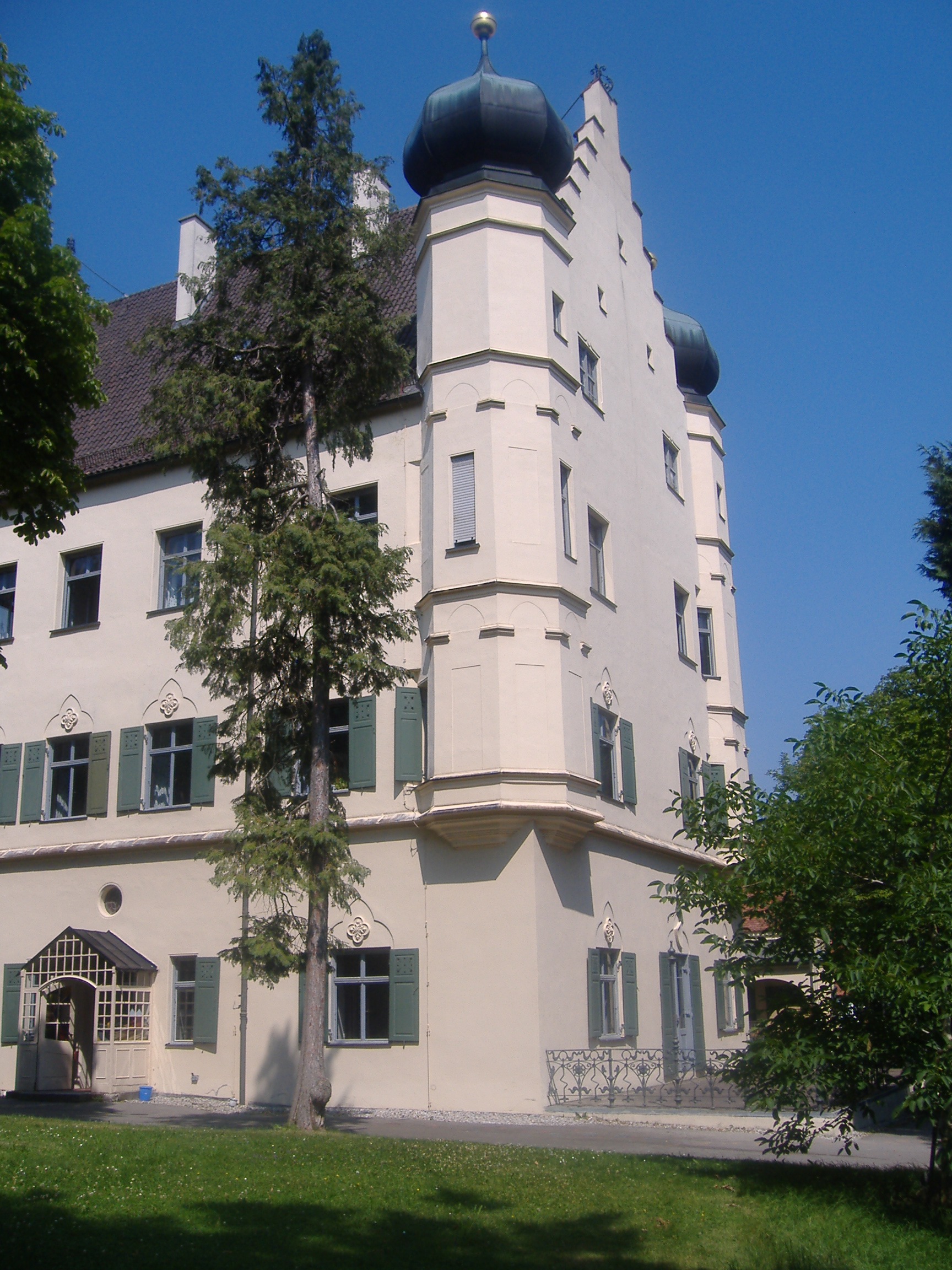
Süd-/Westseite Schloss Hurlach

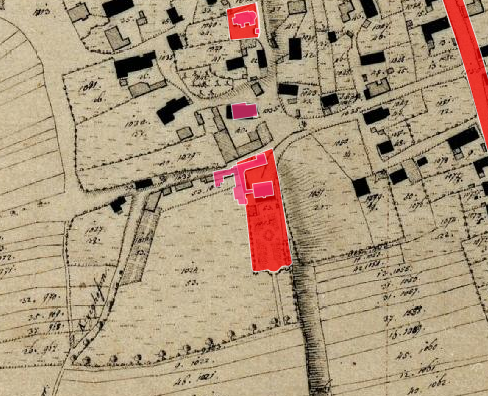
Lageplan von Schloss Hurlach auf dem Urkataster von Bayern

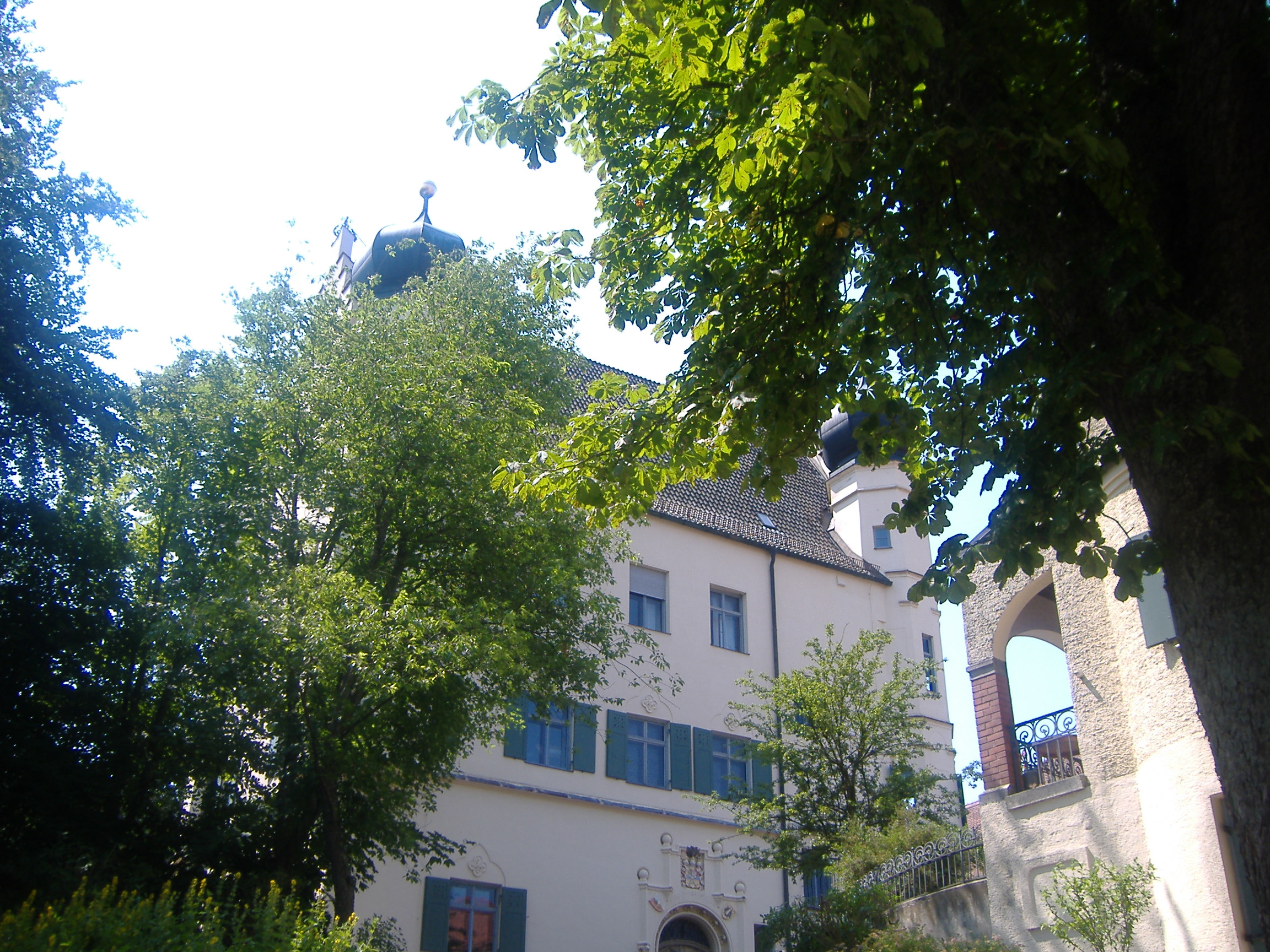
Schlossauffahrt

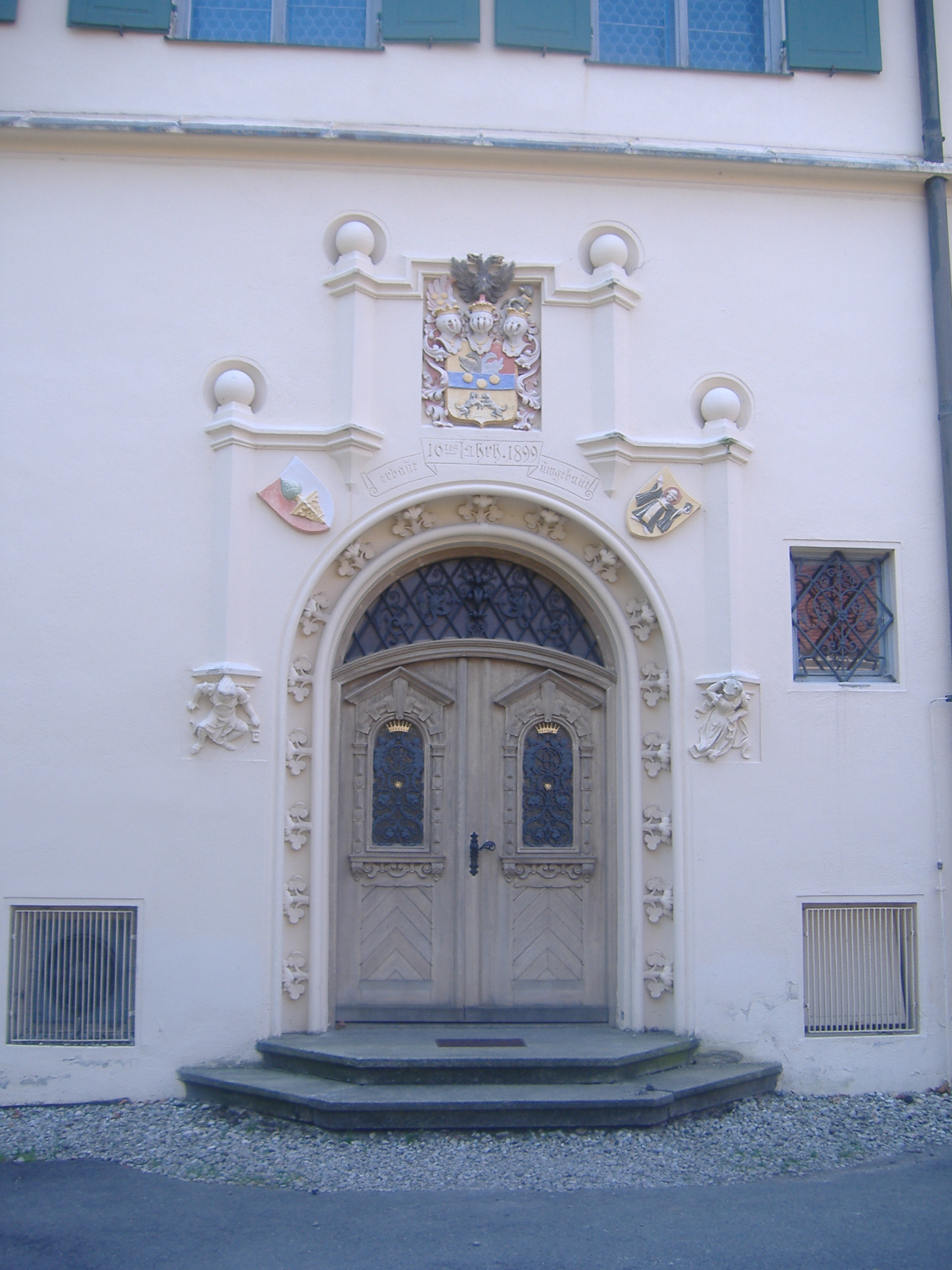
Schlossportal mit Wappen derer von Schnurbein

Das Schloss Hurlach befindet sich in der Gemeinde Hurlach im Landkreis Landsberg am Lech. Es ist ein rechteckiger, fünfgeschossiger Satteldachbau mit vier Ecktürmen, achteckigem Kuppelerker und Treppengiebel im Stil der Renaissance. Der weithin sichtbare Bau auf dem Lechfeld liegt 150 Meter südlich der Pfarrkirche St. Laurentius und ist nahezu in seinem ursprünglichen Zustand erhalten. Die Anlage ist unter der Aktennummer D-1-81-126-11 als Baudenkmal verzeichnet. „Untertägige frühneuzeitliche Befunde im Bereich des Hofmarkschlosses von Hurlach mit vorgelagertem Wirtschaftshof, abgegangener Schlosskapelle und barocker Gartenanlage“ werden zudem als Bodendenkmal unter der Aktennummer D-1-7830-0167 geführt.

## Geschichte
1607/08 erwarben die Fugger die Hofmark Hurlach. Das Hochschloss wurde um 1610 von dem Landsberger Pfleger Markus Fugger (1587–1629) zu Kirchberg und Weißenhorn in Formen der Renaissance erbaut. Die Fugger, die bereits 1643/52 die Hofmark Hurlach und das Schloss verkauften, hatten einen großen Blumen- und Obstgarten um den imposanten Bau angelegt.  Im Lauf der Jahrhunderte wechselten immer wieder die Schlossbesitzer. Dazu zählten die adeligen Geschlechter Langenmantel, Pemler, Donnersberg, Karwinsky, Leyen, Horlacher und Schnurbein.
Otto von Schnurbein, der 1898 das Schloss erwarb, ließ das Gebäude unter Leitung von Jean Keller grundlegend renovieren. Erfolgte Erweiterungsbauten von Architekt Hans Schnell (1904) verleihen dem Schloss das Aussehen, beispielsweise der zinnenbewehrte Taubenturm aus den Jahren 1905/06 über der Schlossdurchfahrt. Über dem Eingangsportal befindet sich das Wappen derer von Schnurbein.

## Heutige Nutzung
1965 kam das Schloss an den SOS-Kinderdorfverband, der dort eine jugendpsychiatrische Station errichtete. Seit 1972 ist es im Besitz des christlichen Missionswerks Jugend mit einer Mission (JMEM), welches das Schloss als Schulungs- und Bildungszentrum nutzt.